# 8 г. пр.н.е.
8 (осма) година преди новата ера (пр.н.е.) е обикновена година, започваща в петък или събота, или високосна година, започваща в четвъртък по юлианския календар.

## Събития

### В Римската империя
- Консули на Римската империя са Гай Марций Цензорин и Гай Азиний Гал.
- Август провежда, по силата на специално дадени му от Сената правомощия, преброяване на римските граждани. Установени са 4 233 000 граждани, чието имущество е регистрирано.[1]
- Сенатът преименува месец секстилий на август в чест на принцепса.[2]

### В Европа
- Създаване на племенния съюз, изграден около маркоманите, под предводителството на Марбод.[3]

## Починали
- 27 ноември – Хораций, римски поет (роден 65 г. пр.н.е.)
- Гай Цилний Меценат, римски държавник и покровител на изкуствата